# Besa mi piel (álbum)
Besa mi piel es el segundo álbum de estudio de Natalia publicado por Vale Music en mayo del 2003 en España. Grabado en Estocolmo ha contado con la participación de un equipo de producción internacional y ha significado el debut de Natalia en la composición, que también ha adaptado al castellano de alguno de sus temas. Incluye una Pista Interactiva con dos videos sobre la grabación del disco y las mejores fotos de Natalia.

## Pistas
- 1. "Besa mi piel" - 2:56
- 2. "Locura y pasión" - 3:35
- 3. "Sé muy bien quién soy" - 3:10
- 4. "Fuerte o frágil" - 3:13
- 5. "Solo tu amor" - 3:10
- 6. "Sola" - 3:40
- 7. "No vas a creerlo" - 3:23
- 8. "Tú me hiciste ver" - 3:53
- 9. "No sé cómo viviré" - 3:32
- 10. "No, no" - 3:22
- 11. "Volveré a cruzar desiertos" - 3:37
- 12. "Parte de mi corazón" - 3:41
- 13. "Muero por tu amor" - 3:03
- 14. "Algún día" - 3:11

- Extra: Pista interactiva con fotos, grabación en el estudio y making off

## Sencillos

### Besa mi piel
El primer sencillo del disco llegó al número 1 en las listas españolas. En el videoclip, Natalia baila con sus fanes. 

### Solo tu amor
En este sencillo, Natalia sale un poco de su estilo pop y se mete en uno mucho más roquero. En el clip, Natalia aparece en un traje de cuero cantando con su "banda". El sencillo llega al número 4 en las listas nacionales.

### No, no
Con un número 20 en las listas de singles, "No, no" es el tercer sencillo de Besa mi piel. No cuenta con videoclip ni gran promoción.

## Posicionamiento

### Semanales
| País   | Lista           | Primera semana | Posición de ingreso | Mejor posición | Semanas en la mejor posición | Semanas en la lista | Última semana |
| ------ | --------------- | -------------- | ------------------- | -------------- | ---------------------------- | ------------------- | ------------- |
| Europa |                 |                |                     |                |                              |                     |               |
| España | Top 100 álbumes |                | 11                  | 11             | 1                            | 35                  |               |

### Certificaciones
| País   | Proveedor  | Año  | Certificación |
| Europa |            |      |               |
| España | Promusicae | 2003 | Oro           |